# Katsina (delstat)
Katsina er en delstat i det nordlige Nigeria, grænsende til nabolandet Niger mod nord. Delstaten blev oprettet i 1987 fra tidligere at have været en del af delstaten Kaduna. År 2000 indførtes de islamiske sharialove i Katsina.

## Geografi
Katsina grænser mod syd til delstaten Kaduna, mod vest til delstaten Zamfara, mod nordøst til delstaten Jigawa og mod sydøst til delstaten Kano. Hovedbyen er Katsina.

### Inddeling
Delstaten er inddelt i 34 Local Government Areas med navnene: Bakori, Batagarawa, Batsari, Baure, Bindawa, Charanchi, Dandume, Danja, Dan-Musa, Duara, Dutsi, Dutsin-Ma, Faskari, Funtua, Ingawa, Jibia, Kafur, Kaita, Kankara, Kankia, Katsina, Kurfi, Kusada, Mai’Adua, Malumfashi, Mani, Mashi, Matazu, Musawa, Rimi, Sabuwa, Safana, Sandamu og Zango.

## Erhvervsliv
Det meste af delstaten består af buskvækster og savannevegetation. Landbrug er det vigtigste erhverv, og her dyrkes blandt andet jordnødder, bomuld, hirse og sorghum. Man holder kvæg, får og geder, og handler med huder og skind.

## Eksterne kilder og henvisninger
1. ↑  nigerianstat.gov.ng (fra Wikidata).

- Om Katsina  på Store Norske Leksikon

12°15′N 7°30′Ø / 12.250°N 7.500°Ø